# James E. Cross
James E. Cross (comtat de Gloucestershire, 1920-1996) fou un estudiós anglès, especialista en l'època anglosaxona.
James Cross ingressà, després de l'educació primària, a la Universitat de Bristol el 1938, però la seva vida universitària es veié immediatament interrompuda per la guerra on serví a l'artilleria i formà part de les tropes que desembarcaren el primer dia a Normandia, on fou ferit. Després de la guerra reprengué els estudis de filologia anglesa a Bristol i s'hi graduà amb honors. Fou professor breument a la Universitat de Lund (1947-1948), i retornà a Anglaterra a la Universitat de Bristol (1949-1964) i després a la de Liverpool (1965) fins a la seva jubilació (1987).
La seva dedicació científica fou a l'estudi dels textos de l'època anglosaxona; es dedicà a estudiar-ne la poesia i, particularment, contribuí amb nombrosos articles a posar en relleu les fonts llatines de la prosa i, especialment, de la prosa religiosa anglosaxona. Treballà sobre Aelfric d'Eynsham i altres autors de l'època i també sobre el tema del ubi sunt en la literatura anglosaxona. Entre altres coses, estudià la influència dels textos d'Isidor de Sevilla en la cultura anglosaxona. També edità nombrosos textos anglosaxons.
Va contribuir a posar en marxa els projectes de recerca Sources of Anglo-Saxon Literary Culture Arxivat 2013-06-30 a Wayback Machine. i Fontes Anglo-Saxonici.
Fou investit doctor honoris causa per la Universitat Jaume I el 1995 i li fou dedicada una miscel·lània d'homenatge pòstuma.